# Deoranian
Deoranian é uma cidade e uma nagar panchayat no distrito de Bareilly, no estado indiano de Uttar Pradesh.

## Geografia
Deoranian está localizada a 28° 38′ N, 79° 29′ L. Tem uma altitude média de 177 metros (580 pés).

## Demografia
Segundo o censo de 2001, Deoranian tinha uma população de 17,463 habitantes. Os indivíduos do sexo masculino constituem 52% da população e os do sexo feminino 48%. Deoranian tem uma taxa de literacia de 39%, inferior à média nacional de 59.5%: a literacia no sexo masculino é de 50% e no sexo feminino é de 27%. Em Deoranian, 19% da população está abaixo dos 6 anos de idade.